# Neotrapezium liratum
Neotrapezium liratum is een tweekleppigensoort uit de familie van de Trapezidae. De wetenschappelijke naam van de soort werd in 1843 voor het eerst geldig gepubliceerd door Reeve.

## Verspreiding
Het oorspronkelijke verspreidingsgebied van Neotrapezium liratum strekt zich uit van het Russische Verre Oosten tot Vietnam, inclusief de kusten van Japan, China en Korea. Geïntroduceerde populaties zijn bekend van de westkust van Noord-Amerika in Washington en Brits-Columbia. Het leeft meestal in scheuren en spleten in rotsachtige gebieden, oesterriffen en zeegrasbedden en wordt vaak aangetroffen in estuaria met verschillende zoutgehaltes.